# Омелянівське родовище граніту
Омеля́нівське родо́вище грані́ту — родовище граніту в Україні. Розташоване в межах Коростенського району Житомирської області, на схід від села Горщик. 
Розробляється кар'єрним способом з 1940-х років. Балансові запаси граніту 4,43 млн м³. Приурочене до групи докембрійських гранітів, що складають північно-східний схил Українського кристалічного щита. 
Породи розкриву — четвертинні відклади (глини, щебінь, суглинок) потужністю 0,3-4,5 м. Потужність розвіданої продуктивної товщі — 10 м. Граніт являє собою грубозернисту порфировидну породу типу рапаківі, що складається з мікрокліну, плагіоклазу, кварцу і біотиту. Колір червонувато-помаранчевий з однотипним крапчастим малюнком. Основні фізико-механічні константи граніту: питома вага 2,67 кг/м³, водопоглинання 0,31%, тимчасовий опір стисненню в сухому стані 136-240 МПа, стираємість 0,22 г/см². Добре полірується. Вихід блоків з гірної маси 60%. 
Граніт Омелянівського родовища використаний при будівництві та оздобленні станцій метрополітенів, мостів і набережних в Україні та за кордоном, Палацу «Україна» у Києві, а також для ряду монументів і пам'ятників.